# Vilca (distrito)
Vilca é um distrito do Peru, departamento de Huancavelica, localizada na província de Huancavelica.

## Transporte
O distrito de Vilca é servido pela seguinte rodovia:
- HV-110, que liga a cidade  de Ñahuimpuquio ao distrito [1][2][3]